# Římskokatolická farnost Nové Hutě
Římskokatolická farnost Nové Hutě je zaniklým územním společenstvím římských katolíků v rámci prachatického vikariátu českobudějovické diecéze. Farnost zanikla k 31. prosinci 2019, jejím právním nástupcem je od 1. ledna 2020 Římskokatolická farnost Vimperk.

## O farnosti

### Historie
Do roku 1788 bylo území Nových Hutí součástí farnosti ve Vimperku. V roce 1788 byla v Novém Světě zřízena lokálie  při dřevěné kapli svatého Ducha a její součástí se staly i Nové Hutě. Původní kaple byla v letech 1796–1797 nahrazena novostavbou kostela svatého Martina a v roce 1855 byla novosvětská lokálie povýšená na samostatnou farnost.
V roce 1894 byla v Nových Hutích postavená kaple, rozšiřovaná v letech 1900–1902. V roce 1904 byla při kapli vytvořená expozitura (podřízená lokální duchovní správa), která existovala ještě v roce 1930.
Po roce 1950 byla obec Nový Svět vysídlená a její kostel přestal sloužit liturgickým účelům. Farní statut byl kolem roku 1950 přenesen na kostel v Nových Hutích.
Posledními administrátory farnosti před jejím zrušením byl P. Jaroslav Filip, do 30. června 2019 a P. Jaromír Stehlík.
| Fotografie | Kostel                              | Místo       | Bohoslužba             | Bohoslužba             | Poznámka                                |
| ---------- | ----------------------------------- | ----------- | ---------------------- | ---------------------- | --------------------------------------- |
|            | Kaple svaté Anny                    | Borová Lada | neslouží se pravidelně | neslouží se pravidelně | obecní kaple                            |
|            | Kostel Nejsvětějšího Srdce Ježíšova | Nové Hutě   | neslouží se pravidelně | neslouží se pravidelně | farní kostel                            |
|            | Kostel svatého Martina              | Nový Svět   | nelze sloužit          | nelze sloužit          | zbořený farní kostel farnosti Nový Svět |
|            | Kaple svaté Anny                    | Šindlov     | neslouží se pravidelně | neslouží se pravidelně | kaple                                   |